# Sobbra
La Sobbra, acronyme de Société burkinabè de brasseries, est une bière du Burkina Faso, brassée par la sociétéBrakina, son coût est en moyenne de 600 francs CFA, soit à peu près 92 centimes d’euro.

## Historique
La Sobbra est née en 1984, issue de la Société burkinabè de brasseries, créée dans un contexte de concurrence régionale avec la Bravolta (devenue Brakina). La Sobbra était initialement une entreprise distincte qui s’est développée principalement à Ouagadougou, tandis que la Bravolta dominait à Bobo-Dioulasso. En 1992, la fusion des deux entités sous la bannière Brakina a permis de consolider la production et la commercialisation des bières au Burkina Faso,.

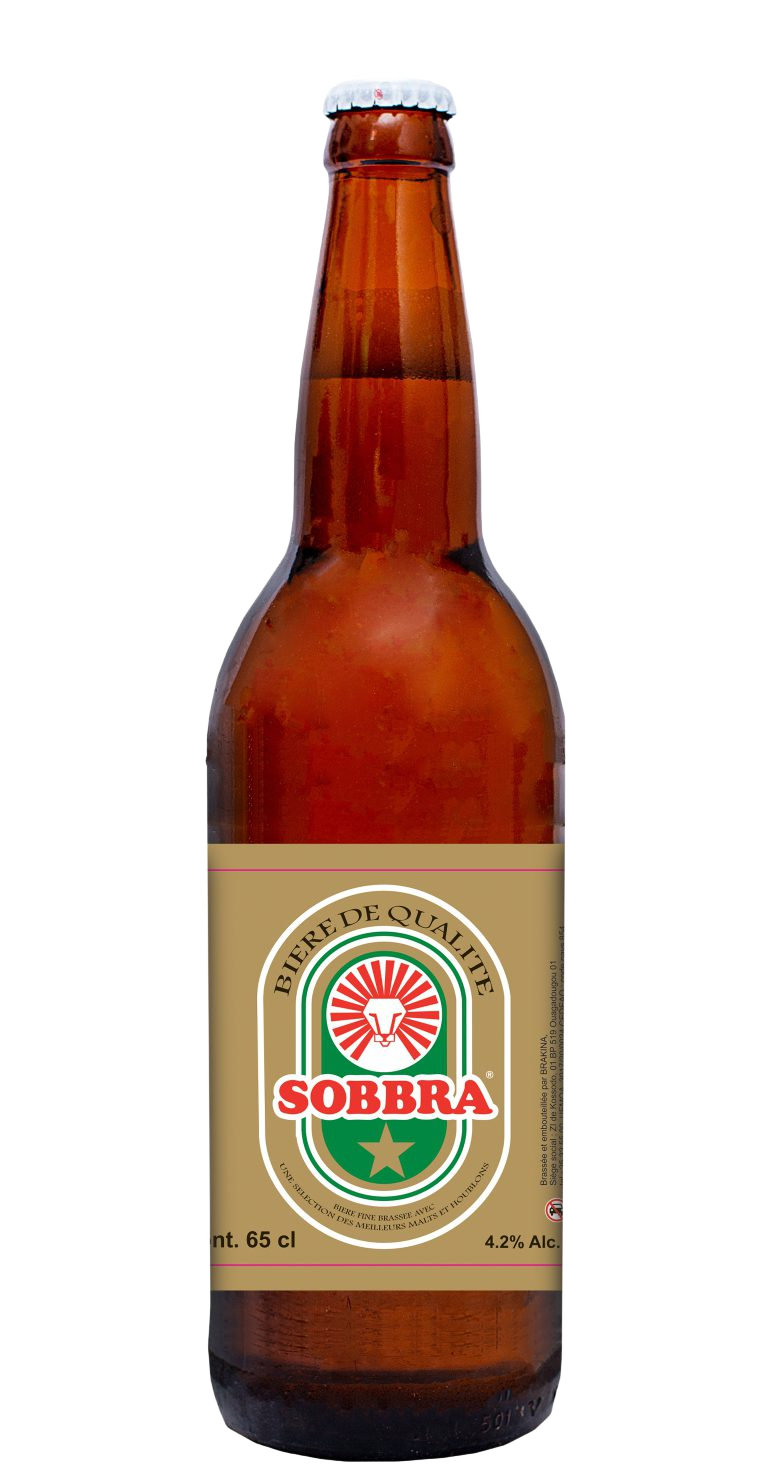
Bouteille de sobbra
Administration de l'usine de la Brakina SODIBO

## Description
La Sobbra, est une bière blonde avec 4,2 % d’alcool. Elle est conditionnée dans une bouteille en verre consignée de 65 cl. Elle est confectionnée avec du maïs burkinabè, pérennisant ainsi la filière agricole nationale. La recette comprend de l’eau, du malt, du maïs et du houblon.

## Produits
Sobbra fait partie de la gamme de bières brassées par Brakina, qui comprend également la Brakina, la Castel Beer, la Flag Spéciale, la Doppel Munich, la Chill, la Sombrero, la Beaufort Lager, ainsi que des boissons non alcoolisées comme Guinness, Malta Guinness, World Cola, Youki, XXL Energy, Doppel Energy Malt et Eau Lafi.